# Tom Fool
Tom Fool (1949-1976) est un cheval de course pur-sang anglais américain. Membre du Hall of Fame des courses américaines, il a été élu cheval de l'année aux États-Unis en 1953.

## Carrière de courses
L'écurie Greentree Stables acquiert Tom Fool yearling pour la somme, rondelette à l'époque, de $ 20 000. Le poulain est confié à l'entraîneur John M. Gaver, Sr. et au jockey Ted Atkinson. Ses cinq victoires et deux deuxième places en sept courses en 1951 lui valent le titre de 2 ans de l'année. Grand favori de la Triple Couronne, il doit pourtant renoncer à y participer : après une course de rentrée où il termine deuxième, on découvre qu'il a une forte fièvre et doit garder le box durant deux mois. Sa deuxième partie de saison est pourtant réussie, si l'on en croit son bilan comptable à la fin de l'année : six victoires en treize sorties, et six podiums. Une seule fois Tom Fool n'a pas terminé dans le tiercé de tête.
Le meilleur est à venir en 1954, lorsque Tom Fool réalise une saison parfaite : dix courses, dix victoires, sur des distances allant du sprint (1 100 mètres) aux distances intermédiaires, jusqu'à 2000 mètres. Il remporte les plus prestigieux handicaps américains, dont la triple couronne des handicaps new yorkais (Metropolitan Handicap, Suburban Handicap et Brooklyn Handicap), une performance qu'il est le deuxième des quatre chevaux de l'histoire à avoir réalisé, après Whisk Broom II en 1913 et avant Forego en 1961 puis Fit to Fight en 1984.
Aussi, lorsqu'il s'agit de désigner le cheval de l'année, alors que les Eclipse Awards n'existent pas encore (ils seront créés en 1971), les deux instances qui désignent l'heureux élu, la Thoroughbred Racing Association et les Triangle Publications, le plébiscitent à l'unanimité et lui décernent tous les titres possibles : cheval d'âge de l'année, sprinter de l'année et, bien sûr, cheval de l'année. Le tout au nez et à la barbe du phénomène Native Dancer, ce qui ne manqua pas de faire grincer des dents. En 1960, Tom Fool est introduit au Hall of Fame des courses américaines, et figure à la onzième place de la liste des 100 meilleurs chevaux de sport hippique américain du XXe siècle établie par le magazine The Blood-Horse.

### Résumé de carrière
| Date          | Hippodrome     | Pays        | Course                   | Distance    | Jockey      | Place       | Écart       | Vainqueur ou deuxième |
| 1951, 2 ans   | 1951, 2 ans    | 1951, 2 ans | 1951, 2 ans              | 1951, 2 ans | 1951, 2 ans | 1951, 2 ans | 1951, 2 ans | 1951, 2 ans           |
| ------------- | -------------- | ----------- | ------------------------ | ----------- | ----------- | ----------- | ----------- | --------------------- |
| 13 août       | Saratoga       | États-Unis  | Maiden                   | 1 100 m     | T. Atkinson | 1er / 12    | 4           | Handsome Teddy        |
| 20 août       | Saratoga       | États-Unis  | Sanford Stakes           | 1 200 m     | T. Atkinson | 1er / 8     | 2 ¼         | First Refusal         |
| 25 août       | Saratoga       | États-Unis  | Grand Union Hotel Stakes | 1 200 m     | T. Atkinson | 1er / 5     | 1           | Cousin                |
| 1er septembre | Saratoga       | États-Unis  | Hopeful Stakes           | 1 300 m     | T. Atkinson | 2e / 6      | 1 ¼         | Cousin                |
| 10 septembre  | Belmont Park   | États-Unis  | Special Weight Stakes    | 1 200 m     | T. Atkinson | 2e / 16     | 4           | Hill GailMore         |
| 6 octobre     | Belmont Park   | États-Unis  | Futurity Stakes          | 1 300 m     | T. Atkinson | 1er / 10    | 1 ¾         | Primate               |
| 24 octobre    | Jamaica        | États-Unis  | East View Stakes         | 1 700 m     | T. Atkinson | 1er / 6     | enc.        | Put Out               |
| 1952, 3 ans   |                |             |                          |             |             |             |             |                       |
| 7 avril       | Jamaica        | États-Unis  | Allowance                | 1 200 m     | T. Atkinson | 1er / 6     | enc.        | Primate               |
| 19 avril      | Jamaica        | États-Unis  | Wood Memorial Stakes     | 1 800 m     | T. Atkinson | 2e / 14     | enc.        | Master Fiddle         |
| 26 juin       | Aqueduct       | États-Unis  | Repay Handicap           | 1 200 m     | T. Atkinson | 2e / 8      | tête        | Hitex                 |
| 14 juillet    | Arlington Park | États-Unis  | Allowance                | 1 400 m     | T. Atkinson | 4e / 5      | 4           | High Scud             |
| 5 août        | Saratoga       | États-Unis  | Wilson Stakes            | 1 600 m     | T. Atkinson | 1er / 4     | 4 ½         | Northern Star         |
| 11 août       | Saratoga       | États-Unis  | Allowance                | 1 800 m     | T. Atkinson | 2e / 7      | nez         | Count Flame           |
| 16 août       | Saratoga       | États-Unis  | Travers Stakes           | 2 000 m     | T. Atkinson | 3e / 8      | 4           | One Count             |
| 17 septembre  | Belmont Park   | États-Unis  | Jerome Handicap          | 1 600 m     | T. Atkinson | 1er / 10    | 7           | Marcador              |
| 30 septembre  | Belmont Park   | États-Unis  | Sith by Handicap         | 1 600 m     | T. Atkinson | 1er / 8     | 1 ¼         | Alerted               |
| 11 octobre    | Jamaica        | États-Unis  | Romer Handicap           | 1 900 m     | T. Atkinson | 2e / 9      | 2           | Quiet step            |
| 18 octobre    | Jamaica        | États-Unis  | Grey Lag Handicap        | 1 800 m     | T. Atkinson | 1er / 11    | nez         | Battlefield           |
| 1er novembre  | Jamaica        | États-Unis  | Westchester handicap     | 1 800 m     | T. Atkinson | 2e / 9      | nez         | Battlefield           |
| 8 décembre    | Jamaica        | États-Unis  | Empire City Handicap     | 1 900 m     | T. Atkinson | 1er / 8     | tête        | Marcador              |
| 1953, 4 ans   |                |             |                          |             |             |             |             |                       |
| 25 avril      | Jamaica        | États-Unis  | Handicap                 | 1 100 m     | T. Atkinson | 1er / 5     | 2 ½         | Do Report             |
| 19 mai        | Belmont Park   | États-Unis  | Joe Palmer Handicap      | 1 200 m     | T. Atkinson | 1er / 7     | 1 ½         | Tea-Maker             |
| 23 mai        | Belmont Park   | États-Unis  | Metropolitan Handicap    | 1 600 m     | T. Atkinson | 1er / 7     | 1/2         | Royal Vale            |
| 30 mai        | Belmont Park   | États-Unis  | Suburban Handicap        | 2 000 m     | T. Atkinson | 1er / 7     | nez         | Royal Vale            |
| 27 juin       | Aqueduct       | États-Unis  | Carter Handicap          | 1 400 m     | T. Atkinson | 1er / 9     | 2           | Squared Away          |
| 11 juillet    | Aqueduct       | États-Unis  | Brooklyn Handicap        | 2 000 m     | T. Atkinson | 1er / 5     | 1 ½         | Gold Gloves           |
| 4 août        | Saratoga       | États-Unis  | Wilson Stakes            | 1 600 m     | T. Atkinson | 1er / 2     | 8           | Indian Land           |
| 8 août        | Saratoga       | États-Unis  | Whitney Handicap         | 2 000 m     | T. Atkinson | 1er / 2     | 3 ½         | Combat Boots          |
| 26 septembre  | Belmont Park   | États-Unis  | Sysonby Stakes           | 1 600 m     | T. Atkinson | 1er / 3     | 3           | Alerted               |
| 24 octobre    | Pimlico        | États-Unis  | Pimlico Special          | 1 900 m     | T. Atkinson | 1er / 3     | 8           | Navy Page             |

## Au haras
Tom Fool est syndiqué pour $ 1 750 000 en vue de sa carrière d'étalon, officiant à $ 5 000 la saillie. Il va s'avérer un reproducteur influent, aux États-Unis et en Europe, notamment via son fils le crack et grand étalon Buckpasser. Parmi ses meilleurs produits, on peut citer :
- Buckpasser - Cheval de l'année 1966, Membre du Hall of Fame, quatorzième sur la liste des 100 meilleurs chevaux de sport hippique américain du XXe siècle. 25 victoires en 31 courses, lauréat de la Jockey Club Gold Cup, des Woodward Stakes, des Travers Stakes. Trois fois tête de liste des pères de mères en Amérique du nord.
- Tim Tam - 3 ans de l'année 1958 aux États-Unis, Membre du Hall of Fame. Lauréat du Kentucky Derby et des Preakness Stakes.
- Silly Season - Meilleur 2 ans anglais en 1964.
- Tompion - Vainqueur du Santa Anita Derby et des Travers Stakes en 1960

Tom Fool assura son influence au haras notamment par ses filles, qui lui offrirent un titre de tête de liste des pères de mères en Angleterre et en Irlande en 1965 où, cette année-là, brille en particulier son petit fils Meadow Court (Irish Derby, King George & Queen Elizabeth Diamond Stakes, deuxième du Derby de Sea Bird). Il est aussi le père de mère du champion Foolish Pleasure, membre du Hall of Fame américain.
Retiré de la monte en 1972, Tom Fool s'éteint le 20 août 1976, à 27 ans.

## Origines
Tom Fool est le fils d'un bon étalon, Menow, sacré meilleur 2 ans américain en son temps, qui a donné plusieurs excellents chevaux tels Capot (cheval de l'année en 1949) ou Askmenow, championne à 2 ans qui défit les mâles dans l'American Derby en 1943. Sa mère Gaga, placée de stakes, a donné également la très bonne Aunt Jinny (Heliopolis), 2 ans de l'année en 1950.

### Pedigree
| Origines de Tom Fool (USA), mâle bai né en 1949 | Origines de Tom Fool (USA), mâle bai né en 1949 | Origines de Tom Fool (USA), mâle bai né en 1949 | Origines de Tom Fool (USA), mâle bai né en 1949 |
| ----------------------------------------------- | ----------------------------------------------- | ----------------------------------------------- | ----------------------------------------------- |
| Père Menow 1935                                 | Pharamond II 1925                               | Phalaris                                        | Polymelus                                       |
| Père Menow 1935                                 | Pharamond II 1925                               | Phalaris                                        | Bromus                                          |
| Père Menow 1935                                 | Pharamond II 1925                               | Selene                                          | Chaucer                                         |
| Père Menow 1935                                 | Pharamond II 1925                               | Selene                                          | Serenissima                                     |
| Père Menow 1935                                 | Alcibiades 1927                                 | Supremus                                        | Ultimus                                         |
| Père Menow 1935                                 | Alcibiades 1927                                 | Supremus                                        | Mandy Hamilton                                  |
| Père Menow 1935                                 | Alcibiades 1927                                 | Regal Roman                                     | Roi Herode                                      |
| Père Menow 1935                                 | Alcibiades 1927                                 | Regal Roman                                     | Lady Cicero                                     |
| Mère Gaga 1942                                  | Bull Dog 1927                                   | Teddy                                           | Ajax                                            |
| Mère Gaga 1942                                  | Bull Dog 1927                                   | Teddy                                           | Rondeau                                         |
| Mère Gaga 1942                                  | Bull Dog 1927                                   | Plucky Liege                                    | Spearmint                                       |
| Mère Gaga 1942                                  | Bull Dog 1927                                   | Plucky Liege                                    | Concertina                                      |
| Mère Gaga 1942                                  | Alpoise 1937                                    | Equipoise                                       | Pennant                                         |
| Mère Gaga 1942                                  | Alpoise 1937                                    | Equipoise                                       | Swinging                                        |
| Mère Gaga 1942                                  | Alpoise 1937                                    | Laughing Queen                                  | Sun Briar                                       |
| Mère Gaga 1942                                  | Alpoise 1937                                    | Laughing Queen                                  | Cleopatra (Famille 3-j)                         |